# Ботвинник, Берл
Берл Ботви́нник (24 декабря 1885, Раков — 1945, Нью-Йорк) — еврейский прозаик, драматург.

## Биография
Берл Ботвинник родился в местечке Раков Минской губернии в бедной семье плотника Якова Ботвинника и Рашель-Гиты Кауфман. До 13 лет учился в хедере, затем в иешиве в Минске. В 16 лет стал еврейским стенографом, примкнул к бундовскому движению, был арестован за распространение нелегальной литературы.
С 1905 в США. В 1909 дебютировал рассказами в еврейской периодической прессе. В 1912 году выпустил сборник еврейских стихов, набранных латинским шрифтом (с Михлом Капланом). С 1913 сотрудничал в нью-йоркской газете «Форвертс». Здесь им были опубликованы различные юмористические истории еврейского театра, биографии и характеристики еврейских актёров. В 1914—1922 был ответственным за новости еврейского театра, а позднее возглавлял колонку, посвящённую еврейскому театру.
Его пьесы «Бейлка маронетка» («Бейлка-кукла») (которая была поставлена в 1913 на сцене Королевского театра в Нью-Йорке), «Вегетарианец», «Шайке балеголе» («Шайке-извозчик») и др. ставились на еврейской сцене и пользовались успехом. В 1920 издал книгу «Дерцейлунген ун билдер» («Рассказы и картины»).